# Aita Medie, Covasna
Aita Medie (în maghiară Középajta) este un sat în comuna Aita Mare din județul Covasna, Transilvania, România.
Este cunoscut centru de artă populară secuiască (dansuri, port, lucrături în lemn). În cimitirul satului se află mormântul istoricului József Benkő.